# Bassin des Bourguignons
Le bassin des Bourguignons est un ouvrage hydraulique situé dans le département du Val-d'Oise, en Île-de-France. Sa superficie est de 14 hectares, pour une capacité de 203 000 m3. 
Il se trouve sur le cours du Petit Rosne sur les communes de Moisselles et Ézanville.

## Origines et histoire
Après les violents orages de juillet 1977, qui ont occasionné de fortes inondations et que de gros dégâts dans les villes de Bouffémont, Moisselles, Ézanville, Écouen et Sarcelles, la municipalité de Moisselles a obtenu du SIAH (Syndicat Intercommunal d'Aménagement Hydraulique) la construction de 2 bassins, l'Orme du Ramoneur en amont de la commune de Moisselles et les Bourguignons 2 sur la commune d'Ézanville.
Malheureusement, lors des violents orages du 31 mai et 1er juin 1992 qui ont occasionné de très importantes inondations avec de gros dégâts, il a été démontré que les 2 bassins construits dans les années 1970 ne suffisaient pas pour retenir toute l'eau d'une crue « dite centennale ».
Le SIAH entreprend donc à partir de 1995 les travaux de réalisation des Bourguignons 1 sur la commune de Moisselles, juste en amont des Bourguignons 2, les travaux se terminant en 2001.
Cet ensemble de bassins a joué un rôle important lors des inondations de juin 2016.

## Caractéristiques des bassins
La particularité de ces 2 bassins est qu'ils ne sont pas très profonds mais étendus ; ils ont la forme de cuvettes aménagées qui se transforment en zone tampon en cas de forte intempérie.
Ces bassins n'ont pas la vocation à devenir des lacs ou étangs : ils sont le plus souvent « vides » et remplis quelques jours par an seulement.
Les bassins ont une apparence « champêtre » et sont considérés comme de petites réserves de biodiversité, le Petit Rosne passant au centre de chacun d'entre eux.
Ils comportent une flore riche qui n'est entretenue qu'une seule fois par an sans aucun produit phytosanitaire : c’est par le développement contrôlé de la flore que le bon état écologique des bassins et des cours d’eau pourra s’exprimer.
Le bassin no 1 à une allure plus champêtre, il comporte principalement une grande pelouse assez profonde par endroits, avec un boisement humide composé de saules blancs et de peupliers, une petite zone humide s’est également installée,  parsemée d’iris des marais et de joncs.
Le bassin no 2 est peu profond, il comporte lui aussi une grande pelouse sur toute sa surface, avec un boisement beaucoup plus important.

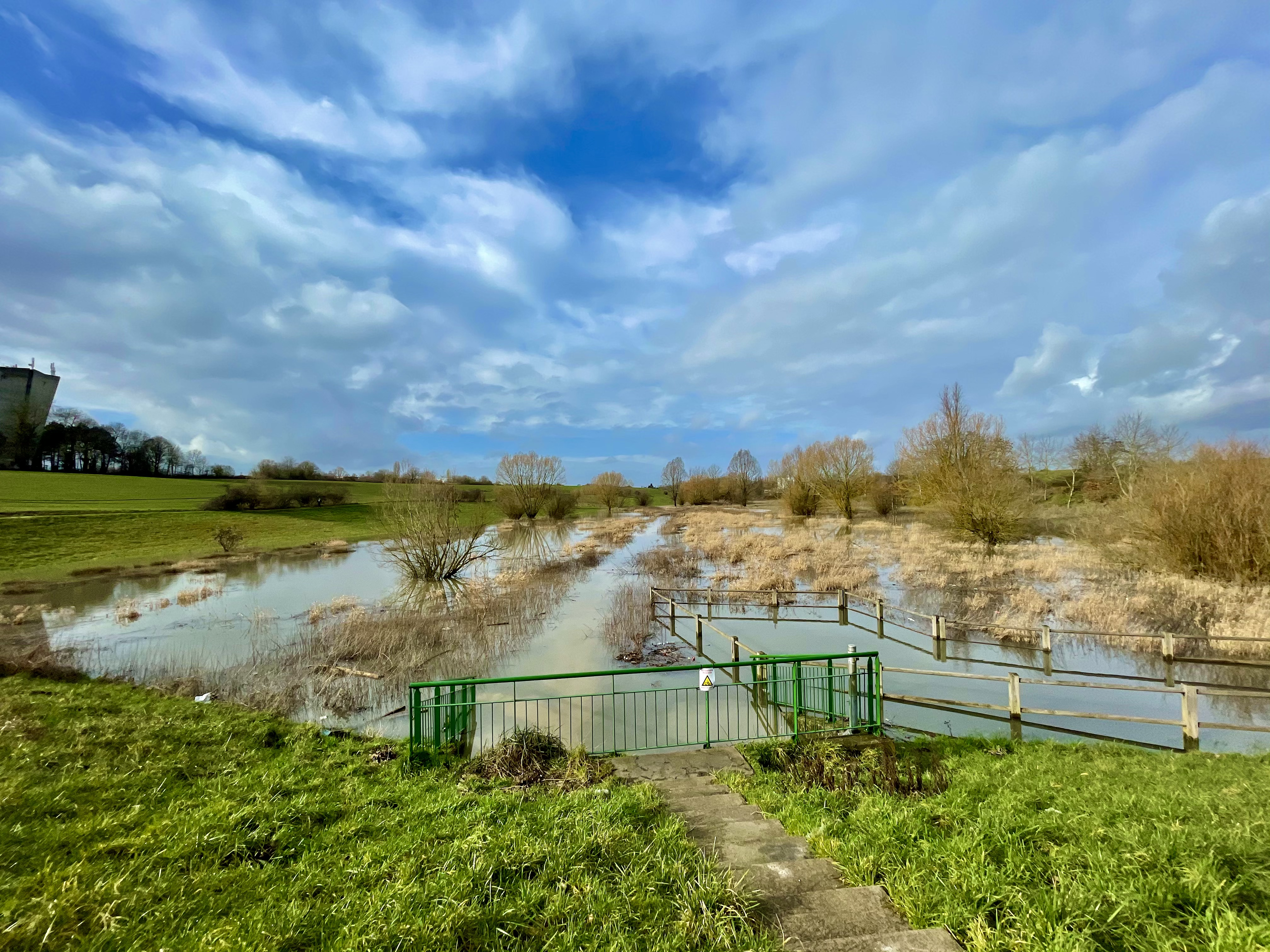
Le Bassin des Bourguignons 2, en léger remplissage après un épisode pluvieux (janvier 2021).

## Données chiffrées

### Bourguignons 1
- Année de construction : 1995/2001
- Capacité de stockage : 117 800 m3
- Longueur: 645 m
- Largeur (moyenne) : 120 m
- Surface : 6,8 ha

### Bourguignons 2
- Année de construction : Années 1970
- Capacité de stockage : 86 200 m3
- Longueur : 780 m
- Largeur (moyenne) : 90 m
- Surface : 7,2 ha